# Jasmina Janković
Jasmina Janković (Doboj, Joegoslavië (tegenwoordig Bosnië en Herzegovina), 6 december 1986) is een voormalig Nederlandse handbalster van Bosnische afkomst, die voor het laatst uitkwam in de Duitse Handbal-Bundesliga voor Frisch Auf Göppingen. Na het seizoen 2020/2021 maakte ze bekend het carrière te beëindigen.
Janković is geboren in het voormalige Joegoslavië, tegenwoordig Bosnië en Herzegovina. Snel nadat Bosnië en Herzegovina in 1992 onafhankelijkheid uitriep vluchtte Janković als 5-jarig meisje naar Nederland.
Met het Nederlands handbalteam nam ze deel aan het Wereldkampioenschap handbal vrouwen 2013 en het Europees kampioenschap 2014.
In maart 2016 tijdens het OKT in het Franse Metz was er een historisch hoogtepunt voor Janković en het Nederlandse handbal. Het Nederlandse team ging voor het eerst naar de Olympische Spelen. Het olympisch kwalificatietoernooi in Metz leverde 3 overwinningen op: Frankrijk (17-24), Japan (33-24) en Tunesië (20-46). De Nederlandse handbalsters waren tijdens de Olympische Spelen in Rio als eerste geplaatst in poule B en namen het op tegen Rusland, Frankrijk, Zweden, Argentinië en Zuid-Korea. Doordat de wedstrijd om het brons verloren werd van de huidige wereldkampioen Noorwegen (23-36), eindigden ze op de vierde plaats.